# قطعنامه ۵۵۲ شورای امنیت
قطعنامه ۵۵۲ شورای امنیت سازمان ملل متحد که در تاریخ ۱ ژوئن ۱۹۸۴ یا ۱۱ خرداد ۱۳۶۳ تصویب شد، سندی بین‌المللی دربارهٔ نامه‌ای است که از سوی کشورهای عربی حوزهٔ خلیج فارس مبنی بر حملهٔ ایران به کشتی‌های باری عربستان سعودی و کویت به شورای امنیت نوشته شده بود. این قطنامه پس از حملات به کشتیرانی تجاری تصویب شد و مربوط به جلوگیری از این حملات بود. 

## تصویب

### پیشینه
در پی جنگ بین ایران و عراق، درگیری‌های نظامی در خلیج فارس شکل گرفت که به جنگ نفت‌کش‌ها مشهور شد. در این جنگ، هر دو طرف به انهدام نفت‌کش‌های یکدیگر اقدام کردند. با توجه به حمایت‌های برخی کشورهای منطقه از عراق در این جنگ، ایران علاوه بر نفت‌کش‌های عراقی، به چند نفت‌کش عرب دیگر حمله کرد. همچنین ایران تهدید کرد که در صورت ادامه نبرد نفت‌کش‌ها، تنگه هرمز را به روی همه کشتی‌ها خواهد بست. به دنبال شکایت شورای همکاری خلیج فارس در تاریخ ۲۱ مه ۱۹۸۴ / ۳۱ اردیبهشت ۱۳۶۳، نسبت به نقض آزادی کشتی‌رانی از سوی نیروهای ایرانی، جلسه شورای امنیت سازمان ملل برگزار شد.

### جلسه تصویب
قطعنامه ۵۵۲ شورای امنیت سازمان ملل متحد در تاریخ ۱ ژوئن ۱۹۸۴ یا ۱۱ خرداد ۱۳۶۳ از سوی کشورهای عربی حوزهٔ خلیج فارس مبنی بر حملهٔ ایران به کشتی‌های باری عربستان سعودی و کویت به شورای امنیت نوشته شده بود، طی جلسه ۲۵۴۶ شورای امنیت تصویب شد. به این قطعنامه ۱۳ رای موافق و ۲ رای ممتنع داده شد. دو رای ممتنع در تصویب این قطعنامه از جانب کشورهای نیکاراگوئه و زیمبابوه بود.

## متن قطعنامه
در این قطعنامه شورا به ۸ بند اشاره کرد:
1. از تمام کشورها می‌خواهد بنابر مقررات بین‌المللی به حق کشتی‌رانی آزاد احترام بگذارند؛
2. بر حق کشتی‌رانی آزاد در آب‌های بین‌المللی و مسیرهای دریایی برای باربری به و از تمام بنادر و سازه‌های کشورهای ساحلی و کشورهایی که طرفیتی در درگیری‌ها ندارند تأکید مجدد می‌کند؛
3. از تمام کشورها می‌خواهد که به تمامیت ارضی کشورهایی که طرف جنگ نیستند احترام بگذارند و حداکثر خویشتن‌داری را اعمال نمایند و از هر اقدامی که می‌تواند به افزایش بیشتر و گسترش درگیری کمک نماید خودداری نمایند؛
4. حملات اخیر به کشتی‌های بازرگانی که به بنادر کویت و عربستان سعودی رفت و آمد دارند را محکوم می‌کند؛
5. می‌خواهد که این حملات بدون درنگ متوقف شده و هیچ مزاحمتی برای کشتی‌هایی که به کشورهایی رفت و آمد دارند که دخالتی در درگیری‌ها ندارند ایجاد نشود؛
6. تصمیم می‌گیرد که در صورت عدم رعایت قطعنامهٔ حاضر، شورا دوباره تشکیل جلسه دهد تا دربارهٔ اقدامات مؤثر که با وخامت اوضاع متناسب باشند به بحث بنشیند تا از کشتی‌رانی آزاد در منطقه اطمینان حاصل شود؛
7. از دبیرکل درخواست می‌کند از پیشرفت اجرای قطعنامهٔ حاضر گزارش دهد؛
8. تصمیم می‌گیرد تا موضوع را در دستور کار خود نگاه دارد.

## واکنش‌ها

### ایران
اگرچه قطعنامه ۵۵۲ ایران را به دلیل حمله به کشتی‌ها محکوم می‌کرد، عراق نیز از قبل تعداد نامشخصی را مورد حمله قرار داده بود که منجر به ادعای عدم بیطرفی قطعنامه توسط ایران شد. همچنین مقامات ایران، به‌خاطر عدم اشاره به عراق به خاطر آغازگر بحران و همین‌طور یکی از ادامه‌دهندگان حمله به نفت‌کش‌ها محکوم کردند. در نامه رسمی ایران به دبیرکل سازمان ملل، از نتیجه این قطعنامه که برگشت آرامش به کشتی‌رانی در خلیج فارس بود، استقبال شده بود.

### دیگران
در روزهای پس از تصویب این قطعنامه، دو فروند اف-۱۵ عربستان سعودی، دو فروند اف-۴ فانتوم ایرانی را بر فراز حریم هوایی عربستان سعودی سرنگون کردند.